# South Holland (Illinois)
South Holland falu az USA Illinois államában. Lakosainak száma 21 465 fő (2020. április 1.).

## Népesség
A település népességének változása:
| Lakosok száma | 1005 | 22 030 | 21 465 |
|               | 1890 | 2010   | 2020   |